# STS-42
STS-42 byla mise raketoplánu Discovery. Celkem se jednalo o 45. misi raketoplánu do vesmíru a 14. pro Discovery. Cílem mise bylo vynesení mezinárodní laboratoř mikrogravitace IML-1.

## Posádka
- Ronald J. Grabe (3) velitel
- Stephen S. Oswald (1) pilot
- Norman E. Thagard (4) letový specialista 1
- David C. Hilmers (4) letový specialista 2
- William F. Readdy (1) letový specialista 3
- Roberta L. Bondarová (1) specialista pro užitečné zatížení 1, CSA
- Ulf Merbold (2) specialista pro užitečné zatížení 2, ESA

V závorkách je uvedený dosavadní počet letů do vesmíru včetně této mise.